# Vida privada
Vida privada és una novel·la escrita per Josep Maria de Sagarra. És un clàssic de la literatura catalana, que va ser publicada l'octubre de 1932 i va rebre el Premi Joan Crexells de narrativa. Sagarra fa un retrat tant de les classes socials altes com de les baixes de la Barcelona d'aquell temps, i va provocar un escàndol en aquella època pels temes que tractava i que es basava, en gran part, en personatges reals que els contemporanis podien reconèixer. Vida privada ha estat considerada la novel·la més representativa de Barcelona.
La novel·la tracta sobre la família Lloberola, pertanyent a la burgesia dels anys trenta de Barcelona, la qual està passant per un moment molt crític perquè veu com els arriba la ruïna econòmica i social. A través de la novel·la desfilen tres generacions de la família Lloberola i, amb ella, els canvis de la Barcelona de l'època. L'autor descobreix els convencionalismes que amaguen la manera de ser autèntica de l'home i condemna els nous valors socials de l'època: l'afany de figurar, l'aparença externa i la possessió material. Hi constata el canvi de valors que es produeix en aquesta societat i descriu, amb un to entre l'elegia i la nostàlgia, la desaparició d'una determinada Barcelona. Un dels personatges de la novel·la, Pilar de Romaní, representa aquest món a punt de desaparèixer.
Els lectors de l'època respongueren massivament, en alguns casos de manera irada. Sagarra, bon coneixedor del món que hi recrea, no dubta a l'hora d'implicar-se directament en la narració (per exemple: "El senyor de Llinàs jugava totes les tardes amb don Josep Rocafiguera, amb un aragonès anomenat Ceballos i amb l'avi de l'autor d'aquest llibre"). Això, i el fet que moltes persones es veiessin retratades en l'obra, difícilment li fou perdonat.
El 2015 es va publicar als Estats Units una versió en anglès de l'obra. L'any 2017, Televisió de Catalunya en va rodar una adaptació en format minisèrie que es va emetre l'any 2018 a TV3.